# Салем аль-Гаджрі
Салем аль-Гаджрі (араб. سالم الهاجري; нар. 10 квітня 1996) — катарський футболіст, захисник клубу «Аль-Садд» і національної збірної Катару, у складі якої — володар Кубка Азії 2019 року.

## Клубна кар'єра
Народився 10 квітня 1996 року. Починав займатися футболом в академії ASPIRE, згодом навчався у клубній структурі «Аль-Садда», а 2015 року готувався в юнацькій команді бельгійського «Ейпена».
У дорослому футболі дебютував 2016 року виступами за команду клубу «Аль-Садд», кольори якої захищає й донині.

## Виступи за збірні
2014 року дебютував у складі юнацької збірної Катару, взяв участь у 3 іграх на юнацькому рівні.
Протягом 2015—2018 років залучався до складу молодіжної збірної Катару. На молодіжному рівні зіграв у 9 офіційних матчах, був учасником молодіжного чемпіонату світу 2015 року.
2017 року дебютував в офіційних матчах у складі національної збірної Катару.
У складі збірної був учасником кубка Азії з футболу 2019 року в ОАЕ. На турнірі взяв участь у чотирьох іграх збірної, включаючи фінальну гру проти збірної Японії, а його команда виграла усі сім матчів турніру із сукупним рахунком 19:1 і уперше в своїй історії стала чемпіоном Азії.
| Дата       | Місто    | Господарі         | Результат | Гості | Турнір                        | Голи | Примітки |
| ---------- | -------- | ----------------- | --------- | ----- | ----------------------------- | ---- | -------- |
| 17-01-2019 | Абу-Дабі | Саудівська Аравія | 0 – 2     | Катар | Кубок Азії 2019 - 1-й етап    | -    | 69'      |
| 25-01-2019 | Абу-Дабі | Південна Корея    | 0 – 1     | Катар | Кубок Азії 2019 - чвертьфінал | -    |          |
| 29-01-2019 | Абу-Дабі | Катар             | 4 – 0     | ОАЕ   | Кубок Азії 2019 - півфінал    | -    |          |
| 01-02-2019 | Абу-Дабі | Японія            | 1 – 3     | Катар | Кубок Азії 2019 - Фінал       | -    | 61'      |
| Усього     |          | Матчів            | 4         |       | Голів                         | 0    |          |

## Досягнення

### Клубні
- Чемпіон Катару (4): 2018-19, 2020-21, 2021-22, 2024-25
- Володар Кубка Еміра Катару (3): 2017, 2020, 2021
- Володар Кубка наслідного принца Катару (4): 2017, 2020, 2021, 2025
- Володар Кубка шейха Яссіма (2): 2017, 2019
- Володар Кубка зірок Катару (1): 2019-20

### Збірні
- Переможець Юнацького (U-19) кубка Азії: 2014
- Володар Кубка Азії (1): 2019